# ازدواج در ایران

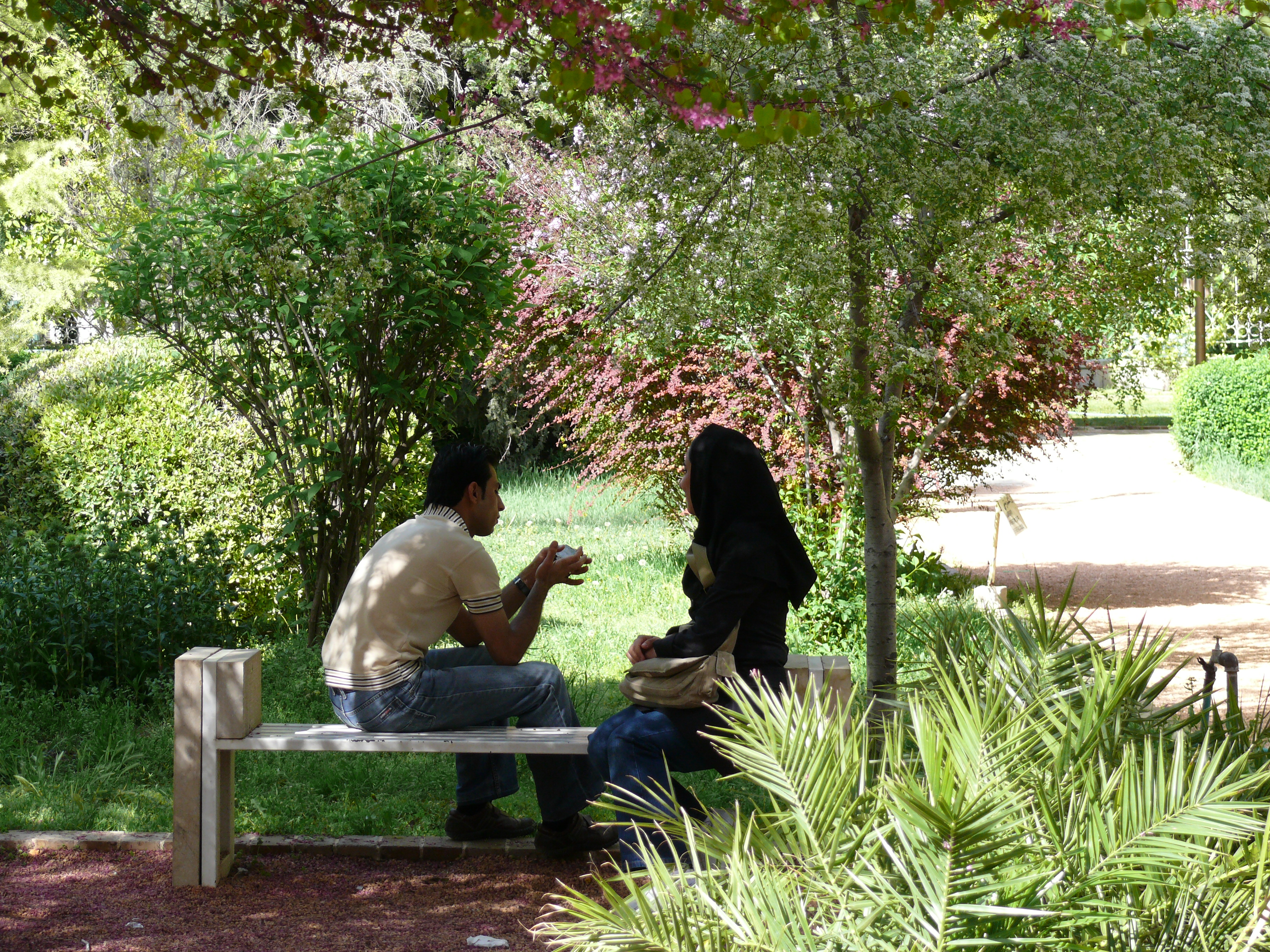
یک پسر با دوست‌دخترش در حال گفتگو برای انجام مقدمات ازدواج در ایران

یکی از حقوق هر انسانی، گرینش همسر و برپایی خانواده است و هر مرد و زنی می‌توانند با توجه به شرایط فکری و فرهنگی و دینی خود ازدواج کنند. برابر ماده شانزدهم اعلامیه جهانی حقوق بشر حق ازدواج انسان‌ها به رسمیت شناخته شده است. بر اساس آمارها، نرخ ازدواج در ایران به تناسب جمعیت کشور افزایش پیدا نکرده است. به واسطه شمار بالای دهه شصتی‌ها که در دهه نود، جوانانی در سن ازدواج بودند، تجرد قطعی در ایران رو به فزونی گذاشت.

## پیشینه
در دوره ساسانیان، نوع اصلی ازدواج ایرانی «زنیِ پادِخشای» خوانده می‌شد، که در واقع انتقال قیمومت دختر از پدر به شوهر بود.
همچنین گونه‌ای از ازدواج موقت برای زنان وجود داشت که «چَگَر» نامیده می‌شد و آن هنگامی بود که شوهر توانایی فرزندآوری نداشت و زن خود را به عنوان همسر موقت به یکی از نزدیکان می‌داد تا فرزند آورد. این واژه را به صورت «چَکَر» هم نوشته‌اند. در این گونه از ازدواج، رضایت زن شرط نبوده و فرزندان حاصل به شوهر اول می‌رسیده‌اند.
نوع دیگری از ازدواج‌های ساسانی که باعث بحث و جدل‌های زیادی میان امروزیان شده، خویدوده بود، که همان ازدواج با محارم است.

## رسوم ازدواج
ازدواج در ایران دارای رسوم و قواعدی است که برخی از آن‌ها منحصر به فرهنگ ایرانی است. این رسوم در طول تاریخ به دفعات تغییر کرده‌اند و در میان اقوام، ادیان، مذاهب، و حتی طبقات اجتماعی گوناگون به فراخور متفاوت هستند.

## ازدواج سنتی و مدرن

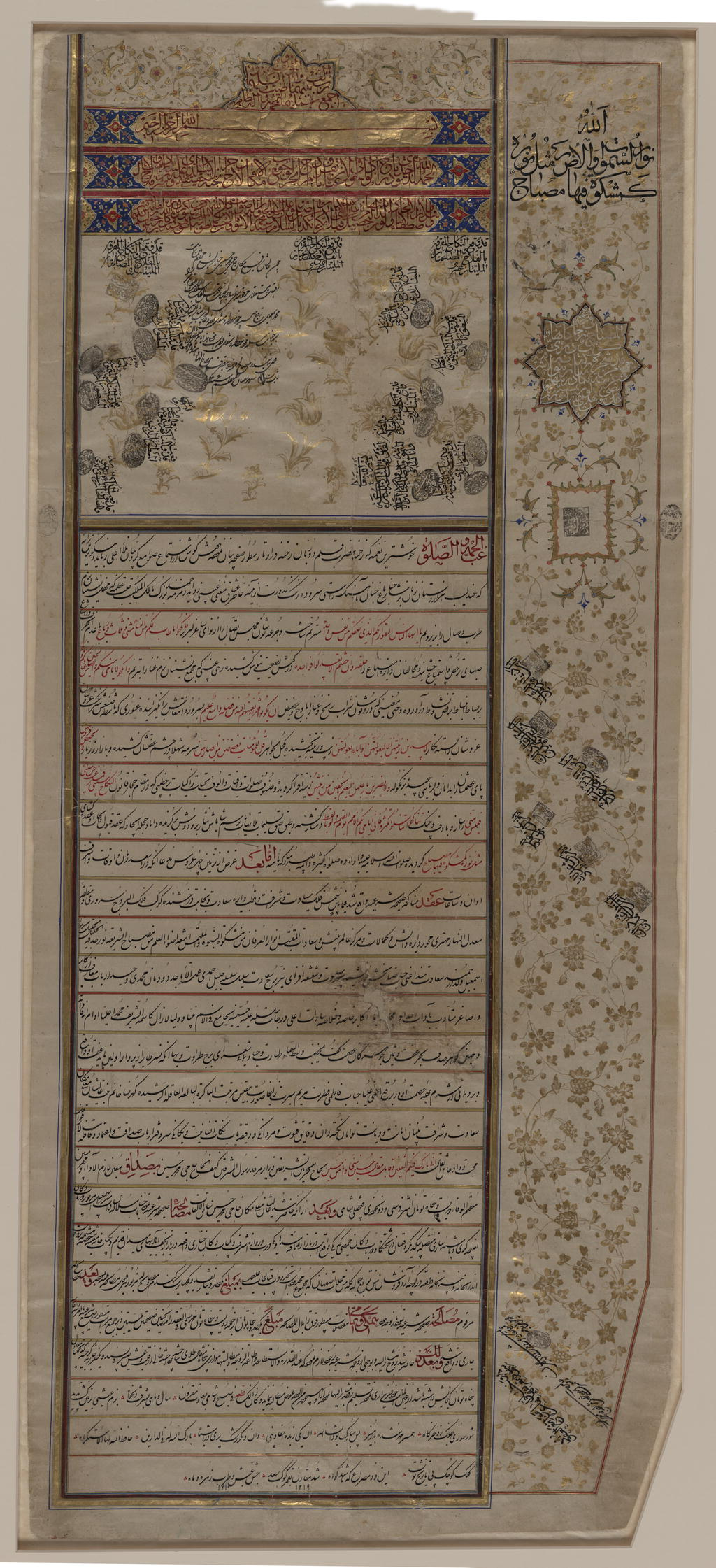
سند ازدواج قدیمی ایرانی سال ۱۲۱۹ هـ. \ ۱۸۰۴–۱۸۰۵ م.

ازدواج سنتی ایرانی فرایندی است که دارای مراحل گوناگونی است. این مراحل در برخی از نقاط ایران از آغاز اندکی تفاوت داشته و در برخی از نقاط دیگر، به تدریج تغییراتی در آن راه یافته است. ولی آنچه در مراحل ازدواج سنتی ایرانی تقریباً در اکثر نقاط کشور (به خصوص شهر تهران) مرسوم و معمول بوده، به طور رسمی شامل این مراحل است:
- دوستی با جنس مخالف
- خواستگاری
- بله‌بران (بله‌برون)
- شیرینی‌خوران
- نامزدی
- عقد نکاح
- سفره عقد
- جهازبران
- حنابندان
- عروسی
- زفاف
- پاتختی
- مادرزن سلام: از رسوم ازدواج که در آن، صبح بعد از شب ازدواج یا چند روز بعد، داماد و عروس به خانهٔ مادرزن می‌روند و با او دیدار می‌کنند. در این ملاقات، داماد با دادن پیشکش (تکه کوچکی زر یا هر چیز که در توان داماد است) از مادرزن خود به خاطر عقد دخترش سپاسگزاری می‌کند.

در این میان، در گذشته نیز رسومی وجود داشته که از میان رفته‌اند (مانند نشان دادن عروس به قابله، پیش از عقد) و رسومی نیز وجود دارند که هنوز پابرجا هستند، ولی به شکل سنتی اجرا نمی‌شوند (مانند خرید عروسی). در برابر ازدواج‌های سنتی، ازدواج‌های مدرن قرار دارند که کمتر تابع رسوم بوده و فقط به جنبه کارکردی ازدواج (عقد نکاح) و آغاز زندگی مشترک می‌پردازند.
از سوی دیگر نقش خانواده در آشنایی زوجین، متغیر دیگری است که نوع ازدواج را (سنتی یا مدرن) تعیین می‌کند. در ازدواج‌های سنتی غالباً خانواده طرفین نقش تعیین‌کننده‌تری داشته و حتی در برخی از ازدواج‌های سنتی تا چند سال پیش، طرفین حق دیدن یا صحبت با یک‌دیگر را نداشته‌اند. (به عنوان نمونه ازدواج روح‌الله خمینی و خدیجه ثقفی از این نوع بود.) در حالی که در ازدواج‌های مدرن، شناخت پیش از ازدواج توسط خود طرفین صورت می‌گیرد و خانواده نقش زیادی در آن ندارند. بدیهی است که در این میان، چه از نظر رسوم ازدواج و چه از نظر شناخت و آگاهی، انواع بینابینی زیادی وجود دارد.
از دیگر تفاوت‌های ازدواج سنتی و مدرن، تفاوت سنی زن و شوهر است. در ازدواج سنتی معمولا شوهر (داماد) چندین سال از زن (عروس) مسن‌تر است. در حالی که در ازدواج‌های مدرن، زن و شوهر اختلاف سنی معناداری نداشته و در مواردی نسبت معکوس برقرار است.
یک پژوهش آماری نشان می‌دهد که جوانان تهرانی، به ازدواج سنتی بیش از ازدواج مدرن راغب هستند. آمارها نشان داده‌اند که ازدواج‌های سنتی از استحکام بیشتری نسبت به ازدواج‌های مدرن برخوردارند. در استان تهران که نسبت ازدواج‌های مدرن از دیگر استان‌ها بیشتر است، حدود ۳۰ درصد از ازدواج‌ها به جدایی و طلاق منجر می‌شوند.

### ازدواج سپید
این نوع ازدواج در سال‌های اخیر (زمان ویرایش ۱۳۹۳) رواج یافته است. بدین معنا که تعهدی میان دختر و پسر شکل می‌گیرد، اما در شناسنامه ثبت نمی‌شود. اگر ازدواج گونه‌ای قرارداد باشد، ازدواج سپید، نوعی قرارداد نانوشته است. به دلیل غیرقانونی بودن این ازدواج، آماری از آن در دست نیست.
| سال  | دختر | پسر  | فاصله سنی |
| ---- | ---- | ---- | --------- |
| ۱۳۵۵ | ۱۹٫۷ | ۲۴٫۱ | ۴٫۴       |
| ۱۳۷۵ | ۲۲٫۴ | ۲۵٫۶ | ۳٫۲       |
| ۱۳۹۰ | ۲۳٫۴ | ۲۷٫۶ | ۳٫۳       |

## اختلاف سنی
موضوع اختلاف سنی میان زن و شوهر در ازدواج ایرانی موضوعی مناقشه‌برانگیز است. امروزه در برخی از ازدواج‌های مدرن ایرانی، اختلاف‌های سنی معنی‌دار مشاهده می‌شود. کارشناسان دلیل چنین انتخاب‌هایی را مسائل مالی و کاهش نقش نظارتی خانواده در ازدواج می‌دانند. برخی آسیب‌شناسان اجتماعی، وضعیت کنونی جامعه ایران را در این باره، بحرانی و در حد هشدار می‌دانند. افزون بر آسیب‌شناسان، کارشناسان مسائل حقوقی نیز نسبت به افزایش اختلاف سنی واکنش نشان داده‌اند.

## طرح ملی همسان‌گزینی
بسته اول این طرح، تلاش برای افزایش انگیزه برای ازدواج است و مراحلی مثل ارجاع به مشاور و بسته‌های آموزشی را در بر دارد. ۱۰ مهر ۱۳۹۳، در گزارش‌های بسیاری در تارنماهای خبری گوناگون، دبیر کارگروهی با عنوان «کارگروه تخصصی صنعت ملی مشاوره ازدواج»، به تشریح مراحل مختلف یک طرح با نام «طرح ملی همسان‌گزینی» پرداخت.

## حق ازدواج
در واقع یکی از حقوق هر انسانی انتخاب همسر و تشکیل خانواده است و هر مرد و زنی می‌توانند با توجه به شرایط فکری، فرهنگی، دینی خود ازدواج کند. طبق ماده شانزدهم اعلامیه جهانی حقوق بشر، حق ازدواج انسان‌ها به رسمیت شناخته شده است.
ولی در سیاست‌گذاری‌های سازمان ملی جوانان در نظام جمهوری اسلامی ایران مردانی شایسته ازدواج هستند که پرقدرت و پرتوان و چهارشانه باشند. آنها باید توان جسمی بالا، پول و شهرت اجتماعی داشته باشد. همچنین که زنان شایسته ازدواج، باید دارای جمال و زیبایی باشند؛ که این جمال و زیبایی، در تناسب اندام، ظرافت مو و ابرو، ظرافت صدا، حیا، عفت و پاکدامنی تفسیر می‌شود. در این سیاست‌گذاری‌ها، زنان باایمان و خداشناس، سادات، باکره‌ها و زنان کم‌مهریه، برای ازدواج در اولویت قرار دارند. سازمان ملی جوانان بر این اعتقاد است که زنان نازا، کثیف، لجباز و نافرمان و سرکش نسبت به شوهر، شایستگی همسری مردان را ندارند.

## تجرد قطعی
تجرد قطعی یعنی کسانی که امیدی به ازدواج ندارند یا احتمال ازدواج برای آنان بسیار کم است. زندگی مجردی در سطح یا جنسیتی خاص در ایران باقی نمانده است. تصمیم برای تجرد بیشتر در سنین ۳۵ تا ۴۵سالگی گرفته می‌شود. در حال حاضر بیش از ۱۳ میلیون جوان مجرد ایرانی، سن مناسب ازدواج را سپری کرده‌اند یا در حال سپری کردن این سن هستند. افزایش احساس «تنهایی» در میان دختران از ۳۵ سالگی به بعد روی می‌دهد. مهم‌ترین مشکلات کشور از نظر دختران جوان، بیکاری، تورم، فقر و مشکلات اقتصادی، اعتیاد و عدم تحقق عدالت اجتماعی است.
تا پیش از انقلاب ایران، برای سال‌ها آمار تجرد قطعی برای زنان ۲درصد و برای مردان ۱٫۸ درصد بود. اما پس از انقلاب و بعد از افزایش موالید در دهه ۶۰، با توجه به آن‌که به لحاظ فرهنگی دختران در ایران می‌باید با دهه پیشین خود ازدواج کنند، و با توجه به آن‌که تعداد پسران دهه ۵۰ بسیار کمتر از دختران دهه ۶۰ بود، برای این گروه مضیقه ازدواج به وجود آمد و مسئله تجرد دختران متولد دهه ۶۰ از اواخر دهه ۸۰ خود را نشان داد.
سال ۱۳۹۰ آغاز دهه تجرد در ایران بود. تجردی که گرچه در دهه‌های پیش نیز در ایران دیده می‌شد، اما به واسطه تعداد زیاد دهه شصتی‌ها، که حالا در دهه ۹۰ جوانانی در سن ازدواج بودند، این آمار رو به فزونی گذاشت. این آمار در سال ۹۰، حکایت از زندگی مجردی و تک‌نفره ۷٫۱ درصد خانواده‌های ایرانی داشت. وزارت ورزش و جوانان در سال ۱۳۹۱، ارقامی را اعلام کرد که از زندگی مجردی حدود ۲۵ درصد دختران خبر می‌داد. گرچه هم در ابتدای دهه ۹۰ و هم در سال ۹۵ آمار دقیقی از زندگی مجردی دختران و پسران ایرانی وجود نداشت، اما به استناد سخنان وزیر ورزش و جوانان در سال ۹۱، حدود ۳۰ درصد جوانان در شش کلانشهر تهران، شیراز، مشهد، اصفهان، تبریز و اهواز به تنهایی زندگی می‌کردند.
همچنین به طور معمول، دختری که دانشنامهٔ کارشناسی اخذ می‌کند، همهٔ پسرانی را که تحصیلاتی کمتر از کارشناسی دارند، از دایره همسرگزینی‌اش خارج می‌کند؛ و این از جمله دلایلی است که باعث می‌شود فرصت ازدواج برای دخترانی که تحصیلات بالاتری دارند کاهش یابد.
به نظر می‌رسد تجرد قطعی بر ساختارهای اجتماعی در ایران تأثیر خواهد گذاشت. به این معنا که زندگی‌ها به سمت فردی شدن و ایجاد خانه‌ها و خانواده‌های تک‌نفره پیش خواهد رفت؛ و خودبه‌خود با افزایش خانواده‌های یک‌نفره، امکان مشارکت در اداره زندگی کمتر خواهد شد. به همین دلیل پیشه‌های جدید ایجاد خواهد شد. چون در هنگام بیماری و سالمندی، نیاز به خدمات اجتماعی افزایش می‌یابد؛ یعنی این دسته از افراد جامعه، از خدمات عاطفی و رایگان بستگان محروم شده و با مشکلاتی نظیر نارضایتی از زندگی و جامعه مواجه خواهند شد.
با توجه به این‌که مشکلات اقتصادی یکی از مهم‌ترین دلایل تجرد به شمار می‌روند، اما با این وضیعت طبق پایش‌های انجام‌شده، بیان می‌شود که ۳۷ درصد جوانان حتی با برطرف شدن تمامی مشکلات اقتصادی، تمایلی به ازدواج ندارند. 

### راهکار ازدواج بین‌المللی
امیرحسین بانکی‌پور، نماینده اصفهان در مجلس شورای اسلامی در همایش «ایران جوان» مربوط به افزایش جمعیت که به وسیله «جامعه الزهرا» (حوزه علمیه زنان) در شهر قم برگزار شده بود در اظهاراتی پیشنهاد داده بود که دختران مجرد ایرانی بالای ۳۰ سال با مردان غیرایرانی شیعه و علاقمند به جمهوری اسلامی ازدواج کنند.

## به تفکیک استان‌ها
میزان ازدواج در سال ۱۳۹۹ به تفکیک استان‌ها
| استان               | نرخ (به ازای هر هزار نفر) |
| ------------------- | ------------------------- |
| خراسان شمالی        | ۹٫۴                       |
| خراسان جنوبی        | ۸٫۶                       |
| اردبیل              | ۸٫۴                       |
| کردستان             | ۸٫۴                       |
| سیستان و بلوچستان   | ۸٫۴                       |
| کهگیلویه و بویراحمد | ۸                         |
| آذربایجان غربی      | ۸                         |
| خوزستان             | ۸                         |
| لرستان              | ۸                         |
| کرمانشاه            | ۷٫۷                       |
| گلستان              | ۷٫۷                       |
| چهارمحال و بختیاری  | ۷٫۵                       |
| آذربایجان شرقی      | ۷٫۴                       |
| زنجان               | ۷٫۴                       |
| خراسان رضوی         | ۷٫۴                       |
| ایلام               | ۷٫۲                       |
| همدان               | ۷٫۱                       |
| کرمان               | ۷                         |
| گیلان               | ۶٫۷                       |
| هرمزگان             | ۶٫۶                       |
| قزوین               | ۶٫۳                       |
| مازندران            | ۶٫۲                       |
| فارس                | ۵٫۹                       |
| مرکزی               | ۵٫۸                       |
| یزد                 | ۵٫۷                       |
| قم                  | ۵٫۶                       |
| بوشهر               | ۵٫۵                       |
| اصفهان              | ۵٫۲                       |
| تهران               | ۴٫۹                       |
| البرز               | ۴٫۸                       |
| سمنان               | ۴٫۷                       |

بر اساس این جدول، میانگین میزان ازدواج کل کشور، در سال ۱۳۹۹، ۷درصد بوده است.

### کتابشناسی
- دریایی، تورج (۱۳۸۳)، شاهنشاهی ساسانی، ترجمهٔ مرتضی ثاقب‌فر، تهران: ققنونس، شابک ۹۶۴-۳۱۱-۴۳۶-۸
- اعزازی، شهلا (۱۳۸۵)، جامعه‌شناسی خانواده: با تأکید بر نقش، ساختار و کارکرد خانواده در دوران معاصر، تهران: روشنگران، شابک ۹۶۴-۵۵۱۲-۶۲-X